# Heart of the Country
Ej att förväxla med Paul McCartneys låt med samma namn från albumet Ram.
"Heart of the Country" är den fjärde och sista singeln från det brittiska synthbandet Ultravoxs album Lament. Den släpptes bara i Tyskland.
Den skrevs av bandmedlemmarna (Midge Ure, Chris Cross, Warren Cann och Billy Currie).
På 12"-versionen finns en "specialremix" på över 11 minuter, vilket gör den till Ultravoxs längsta sång.

## Låtlista

### 7"-versionen
1. "Heart of the Country" - 5:06
2. "Man of Two Worlds" - 4:28

### 12"-versionen
1. "Heart of the Country (Special Remix)" - 11:03
2. "Heart of the Country" - 5:06